# Cyberoam
Cyberoam е индийска компания, предлагаща решения за мрежова сигурност, базирани на потребителска идентичност. Продуктите носят имената Unified Threat Management и Cyberoam Central Console.
Cyberoam Unified Threat Management предлага обширна защита на мрежата за компании срещу вътрешни и външни заплахи. Cyberoam Central Console предлага контрол и управление на големи фирми и Managed Security Service Providers.

## Основатели
Основан през 1999 г. от Hemal Patel и Ben Casado, Elitecore Technologies е със собствен Cyberoam R&D основен и съпорт център в Ahmedabad, Индия. Водена от затвърден управленчески екип с широки познания в обастта на сигурността, компанията има над 400 служителя, работещи в нейните офиси в Уобърн, САЩ и Индия.

## Продукти
Cyberoam UTM предлага обширна интернет сигурност, като комбинира голям набор от защитни характеристики Firewall – VPN (SSL VPN & IPSec), Gateway – Anti-Virus, Anti-Spyware & Anti-Spam, Intrusion Prevention System (IPS), Content & Application Filtering, в допълнение на разширената продуктивност чрез Bandwidth Management, Multiple Link Load Balancing и Gateway Failover, за една платформа. Cyberoam е създаден върху модифицирана и затвърдена GNU/ Linux основа.
Cyberoam е достъпен в следните модели от CR15i до CR1500i, за да отговаря на изискванията на малките, средните и големите компании. Иновационият софтуер на Cyberoam, създаден за да бъде използван от multi-core процесорите на Intel позволява се да предостави високо качество и ефикастност за всеки бизнес.
- CR15i, CR25i – Малки Офиси
- CR50i, CR50ia, CR100i, CR100ia, CR200i, CR300i – Малки и Средни Комапнии
- CR500i, CR1000i, CR1500i – Големи Компании

Cyberoam UTM предлага защита на мрежата от зловредни интернет заплахи, включително от външни заплахи като virus, spam, phishing, pharming, spyware, както и от вътрешни заплахи резултат от действия на служителите в дадена компания, като изтичане на конфиденциална информация, безразборно сърфиране, водещо до влизане на заплахи.

## Identity-based Security
Identity-based security на Cyberoam е попупатентована технология.
Тази технология позволява на компаниите да създадат политики и конторлни достъпи, базирайки се на идентичността на работата на определен потребителски профил и йерархията му, в допълнение на това се предлага обширен репорт с потребителското име, обвързано с IP адреса. Това предоставя незабавен поглед върху компаниите относно „Кой Какво Прави“.

## Сертификати
- ICSA Labs Firewall Certification от ICSA Labs, независима организация на Cybertrust
- CheckMark Certification – „UTM 5-о ниво“ Complete UTM Certification. Също, CheckMark certified Firewall, VPN, Anti-Virus, Anti-Spyware, Anti-Spam, URL Filtering, IDP/IPS
- Member of VPN Consortium – For Basic & AES Interoperability

## Награди
- 2008 Asia Pacific Frost & Sullivan Emerging Vendor of Year Award
- 2008 IT Leader of the Year by ZDNET Asia
- 5 Star rating in the SC Magazine UTM Review thrice in a row

- InfoSecurity Products Guide 2007 Global Excellence Awards for excellence in
  - Integrated Security Appliance
  - Security Solution for Education
  - Unified Security
- „Tomorrow’s Technology Today“ Award for Unified Security
- Finalist in American Business Award 2007
- Finalist for Network Middle-East Innovation Awards 2007, 2008

## Компетенции
- CheckMark Certification Архив на оригинала от 2014-07-03 в Wayback Machine.
- SC Magazine, UK Review-2008 Архив на оригинала от 2009-08-21 в Wayback Machine.
- SC Magazine, US Review-2008
- SC Magazine, US Review-2007
- PC World Philippines Review Архив на оригинала от 2008-12-27 в Wayback Machine.